# Brassy, Nièvre
Brassy är en kommun i departementet Nièvre i regionen Bourgogne-Franche-Comté i de centrala delarna av Frankrike. Kommunen ligger i kantonen Lormes som tillhör arrondissementet Clamecy. År 2022 hade Brassy 594 invånare.

## Befolkningsutveckling
Antalet invånare i kommunen Brassy
| Referens: INSEE |